# سوندرز ماكلين
سوندرز ماكلين (بالإنجليزية: Saunders MacLane)‏ هو عالم أمريكي في مجال رياضيات ولد في 4 أغسطس 1909 في كونيتيكت، اشتهر بعمله في منطق رياضي حائز على جائزة قلادة العلوم الوطنية الأمريكية.

## وصلات خارجية
- سوندرز ماكلين على موقع الموسوعة البريطانية (الإنجليزية)
- الموقع الرسمي لجائزة قلادة العلوم الوطنية الأمريكية